# Barbara d'Assia
Barbara d'Assia (Kassel, 8 aprile 1536 – Waldeck, 8 giugno 1597) è stata una nobile tedesca, Duchessa di Württemberg-Mömpelgard e Contessa di Waldeck per matrimonio.

## Famiglia natale
Barbara è nata a Kassel l'8 aprile 1536, quinta figlia di Filippo I d'Assia e di Cristina di Sassonia. Ella aveva quattro sorelle e cinque fratelli tra cui Giorgio I d'Assia-Darmstadt.
I suoi nonni paterni erano Guglielmo II d'Assia e Anna di Meclemburgo-Schwerin, mentre i nonni materni erano Giorgio di Sassonia e Barbara Jagellona, la figlia di Casimiro IV di Polonia e di Elisabetta d'Asburgo.

## Matrimonio e figli
Il 10 settembre 1555 a Riquewihr, Barbara sposò Giorgio I di Württemberg-Mömpelgard, figlio di Enrico di Württemberg e di Eva di Salm. Ella aveva 19 anni e suo marito 57. Andò a vivere nel castello di Montbéliard nel principato di Montbéliard, un'enclave tedesco luterano in Francia.
Giorgio e Barbara ebbero un solo figlio:
- Ulrico (1556 - 1557), morto di polmonite;
- Federico (19 agosto 1557 - 29 gennaio 1607), succeduto al cugino Ludovico III come Duca di Württemberg, sposò Sibilla di Anhalt e ne ebbe quindici figli;
- Eva Cristina (25 ottobre 1558 - 30 marzo 1575), contessina di Mömpelgard, morta prematuramente a Kirchheim unter Teck.

Barbara rimase vedova il 18 luglio 1558 dopo solo tre anni di matrimonio. Si sposò per la seconda volta con Daniele di Waldeck dieci anni dopo nel 1568, all'età di 32 anni.
Ella morì l'8 giugno 1597 a Waldeck. Attualmente alcuni suoi discendenti sono membri della Famiglia reale spagnola e inglese.

## Ascendenza
|                              |                         |                                   | Genitori                          |  |  | Nonni |  |  | Bisnonni              |  |  | Trisnonni           |  |
|                              |                         |                                   |                                   |  |  |       |  |  | Ludovico II il Franco |  |  | Ludovico I di Assia |  |
|                              |                         |                                   |                                   |  |  |       |  |  | Ludovico II il Franco |  |  | Ludovico I di Assia |  |
|                              |                         | Anna di Sassonia                  |                                   |  |  |       |  |  | Ludovico II il Franco |  |  |                     |  |
| Guglielmo II d'Assia         |                         |                                   |                                   |  |  |       |  |  | Ludovico II il Franco |  |  |                     |  |
|                              |                         | Matilde di Württemberg            | Ludovico I di Württemberg-Urach   |  |  |       |  |  |                       |  |  |                     |  |
|                              |                         | Matilde di Württemberg            | Ludovico I di Württemberg-Urach   |  |  |       |  |  |                       |  |  |                     |  |
|                              |                         | Matilde di Württemberg            | Matilde del Palatinato            |  |  |       |  |  |                       |  |  |                     |  |
| Filippo I d'Assia            |                         | Matilde di Württemberg            |                                   |  |  |       |  |  |                       |  |  |                     |  |
|                              |                         | Magnus II di Meclemburgo-Schwerin | Enrico IV di Meclemburgo-Schwerin |  |  |       |  |  |                       |  |  |                     |  |
|                              |                         | Magnus II di Meclemburgo-Schwerin | Enrico IV di Meclemburgo-Schwerin |  |  |       |  |  |                       |  |  |                     |  |
|                              |                         | Magnus II di Meclemburgo-Schwerin | Dorotea di Brandeburgo            |  |  |       |  |  |                       |  |  |                     |  |
| Anna di Meclemburgo-Schwerin |                         | Magnus II di Meclemburgo-Schwerin |                                   |  |  |       |  |  |                       |  |  |                     |  |
|                              |                         | Sofia di Pomerania-Wolgast        | Eric II di Pomerania-Wolgast      |  |  |       |  |  |                       |  |  |                     |  |
|                              |                         | Sofia di Pomerania-Wolgast        | Eric II di Pomerania-Wolgast      |  |  |       |  |  |                       |  |  |                     |  |
|                              |                         | Sofia di Pomerania-Wolgast        | Sofia di Pomerania-Stolp          |  |  |       |  |  |                       |  |  |                     |  |
| Barbara d'Assia              |                         | Sofia di Pomerania-Wolgast        |                                   |  |  |       |  |  |                       |  |  |                     |  |
|                              | Alberto III di Sassonia | Federico II di Sassonia           |                                   |  |  |       |  |  |                       |  |  |                     |  |
|                              | Alberto III di Sassonia | Federico II di Sassonia           |                                   |  |  |       |  |  |                       |  |  |                     |  |
|                              | Alberto III di Sassonia | Margherita d'Austria              |                                   |  |  |       |  |  |                       |  |  |                     |  |
| Giorgio di Sassonia          | Alberto III di Sassonia |                                   |                                   |  |  |       |  |  |                       |  |  |                     |  |
|                              |                         | Sidonia di Boemia                 | Giorgio di Boemia                 |  |  |       |  |  |                       |  |  |                     |  |
|                              |                         | Sidonia di Boemia                 | Giorgio di Boemia                 |  |  |       |  |  |                       |  |  |                     |  |
|                              |                         | Sidonia di Boemia                 | Cunegonda di Sternberg            |  |  |       |  |  |                       |  |  |                     |  |
| Cristina di Sassonia         |                         | Sidonia di Boemia                 |                                   |  |  |       |  |  |                       |  |  |                     |  |
|                              |                         | Casimiro IV di Polonia            | Ladislao II Jagellone             |  |  |       |  |  |                       |  |  |                     |  |
|                              |                         | Casimiro IV di Polonia            | Ladislao II Jagellone             |  |  |       |  |  |                       |  |  |                     |  |
|                              |                         | Casimiro IV di Polonia            | Sofia Alšėniškė                   |  |  |       |  |  |                       |  |  |                     |  |
| Barbara Jagellona            |                         | Casimiro IV di Polonia            |                                   |  |  |       |  |  |                       |  |  |                     |  |
|                              |                         | Elisabetta d'Asburgo              | Alberto II d'Asburgo              |  |  |       |  |  |                       |  |  |                     |  |
|                              |                         | Elisabetta d'Asburgo              | Alberto II d'Asburgo              |  |  |       |  |  |                       |  |  |                     |  |
|                              |                         | Elisabetta d'Asburgo              | Elisabetta di Lussemburgo         |  |  |       |  |  |                       |  |  |                     |  |
|                              |                         | Elisabetta d'Asburgo              |                                   |  |  |       |  |  |                       |  |  |                     |  |